# Bildungshaus Batschuns

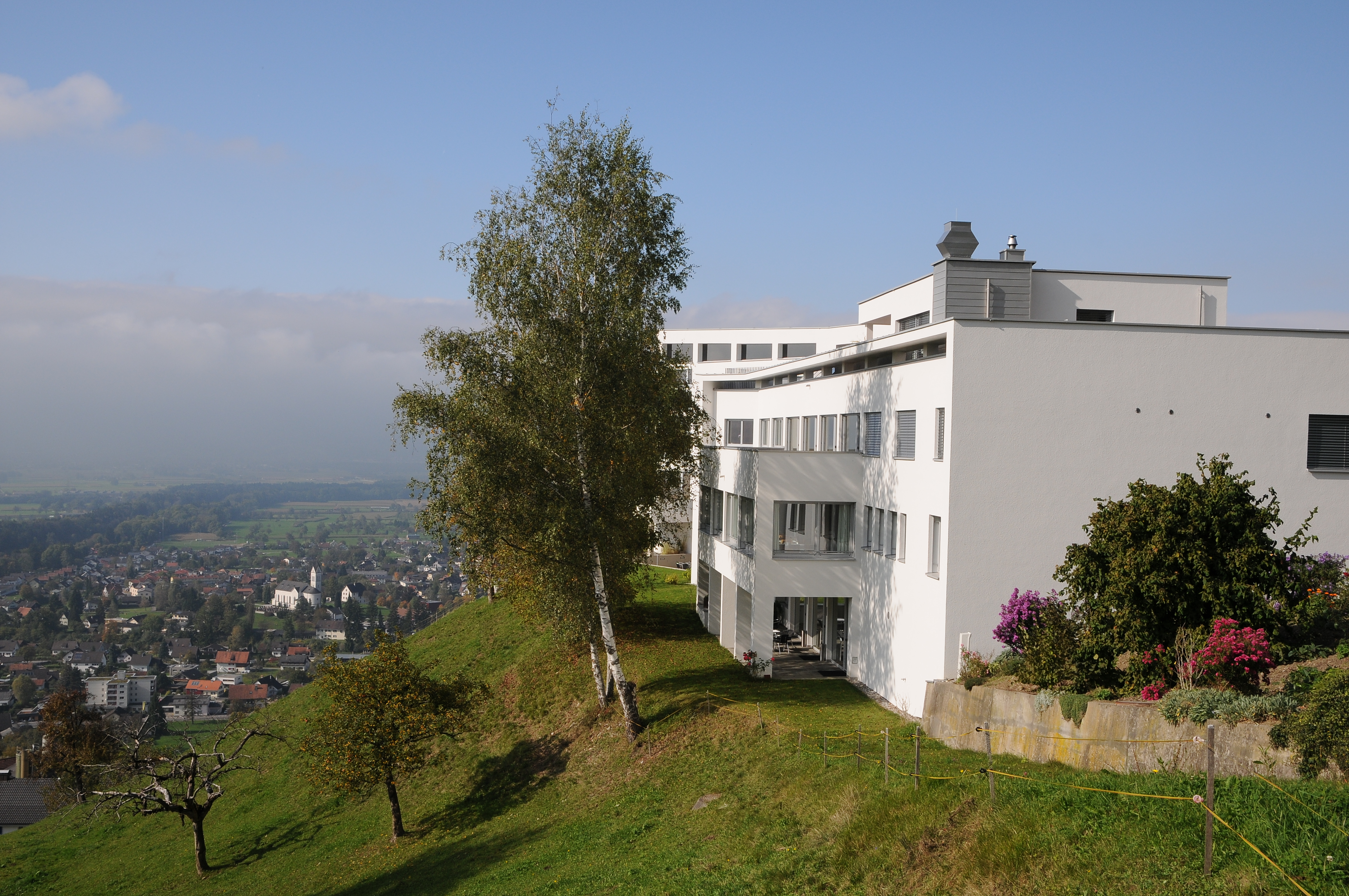
Bildungshaus Batschuns

Das Bildungshaus Batschuns steht in Batschuns in der Gemeinde Zwischenwasser im Bezirk Feldkirch in Vorarlberg. Das römisch-katholische Bildungshaus wurde vom Werk der Frohbotschaft Batschuns errichtet.

## Geschichte
Mit einem Wort von Papst Pius XII. eröffnete Bischof Bruno Wechner am 11. Juli 1965 das neue Bildungshaus Pius XII. Batschuns, das ursprünglich den Namen dieses Papstes trug.
Nach einer baulichen Erweiterung wurde das Bildungshaus am 26. April 2009 erneut feierlich eröffnet.

## Kunst am Bau
Vier Bildteppiche schuf der Maler Ferdinand Gehr. Die Figur Pietà entstand um 1360 und kommt aus Braz. Im Vortragssaal ist ein Kruzifix von Jakob Summer. Zur Kapelle gibt es Fastentücher von Alfred Graf (1995).

## Bildungsangebot
Das Bildungshaus orientiert seine Arbeit an den Grundsätzen christlicher Ethik und Soziallehre. Aus einer christlich-biblischen Grundhaltung sind Respekt und Offenheit gegenüber anderen Kulturen und Religionen, Solidarität mit Benachteiligten und ökologische Verantwortung bestimmend.
Das eigene Kursangebot enthält Veranstaltungen in den Bereichen Spiritualität, Bibel, Theologie, Philosophie und Geschichte, Erziehung und Persönlichkeitsbildung, Frauenbildung, Gesundheit, Älter werden, Lebens-, Sterbe- und Trauerbegleitung, Tanz und Kunst. Längerfristige Lehrgänge dienen der beruflichen Fortbildung in verschiedenen sozialpädagogischen und pflegerischen Professionen.